# Hildebrand (Name)
Hildebrand ist ein deutschsprachiger Vor- und Familienname (zur Herkunft, Bedeutung und Verbreitung siehe Hildebrandt). Als Familienname kommt er besonders in Hessen und Thüringen häufig vor.

## Namensträger

### Vorname
- Hildebrand, germanische Sagengestalt, Waffenmeister Dietrich von Berns
- Hildebrand Diehl (* 1939), deutscher Politiker (CDU)
- Hildebrand von Fossombrone (auch Aldebrandus; 1119–1219), Heiliger
- Hildebrand Gurlitt (1895–1956), deutscher Kunsthistoriker und Kunsthändler
- Hildebrand Christoph von Hardenberg (1621–1682), Stammvater des niedersächsischen Adelsgeschlechtes von Hardenberg
- Hildebrand de Hemptinne OSB (1849–1913), belgischer Benediktinermönch, Abt und erster Abtprimas des Benediktinerordens
- Hildebrand von Horn (1655–1686), Kieler Diplomat in Diensten Dänemarks
- Hildebrand von Kracht (1573–1638), brandenburgischer Offizier
- Hildebrand von Möhren († 1279), Fürstbischof von Eichstätt
- Hildebrand Giseler Rumann (1568–1631), deutscher Jurist und braunschweigischer Hofrat
- Hildebrand von Soana, als Papst Gregor VII. (~1020–1085)
- Hildebrand Richard Teirich (1907–nach 1978), österreichischer Arzt, Neurologe und Psychotherapeut
- Hildebrand Troll (1922–2011), deutscher Archivar
- Hildebrand Veckinchusen (1370–1426), Kaufmann zur Zeit der Hanse
- Hildebrand Zollner († 1414), Abt von Münsterschwarzach

Legende
- Fährmann Hildebrand, Legendengestalt aus Wittenberge

### A
- Aaron Hildebrand (* 1980), deutscher Schauspieler
- Adolf Hildebrand (Lehrer) (1835–1895), deutscher Lehrer und Lehrbuchautor
- Adolf von Hildebrand (1847–1921), deutscher Bildhauer
- Albin Hildebrand (1844–1917), schwedischer Theologe und Historiker
- Alexander Hildebrand (1921–2005), schwedischer Schachkomponist
- Alice von Hildebrand (1923–2022), belgisch-amerikanische Philosophin und Theologin
- André Hildebrand, italienischer Schauspieler
- Arnold Hildebrand (Kunsthistoriker) (Arnoldus Hildebrandus; 1879–1961), deutscher Jurist und Kunsthistoriker
- Arnold Hildebrand (Mediziner) (Karl Arnold Ludolf Hildebrand; 1841–1918), russischer Mediziner
- Arnold Hildebrand (Apotheker) (vor 1848–1884), deutscher Bergkommissar, Apotheker und Senator
- Axel Hildebrand (* 1968), deutscher Drehbuchautor

### B
- Bengt Hildebrand (1893–1964), schwedischer Historiker
- Birgit Hildebrand (* 1944), deutsche Übersetzerin
- Brianna Hildebrand (* 1996), US-amerikanische Schauspielerin
- Bror Emil Hildebrand (1806–1884), schwedischer Archäologe und Numismatiker
- Bruno Hildebrand (1812–1878), deutscher Wirtschaftswissenschaftler

### C
- Christian Hildebrand (Philosoph) (1638–1712), deutscher Philosoph und Hochschullehrer
- Christian Hildebrand (Handballspieler) (* 1985), deutscher Handballspieler
- Christoph Hildebrand (* 1959), deutscher Künstler

### D
- Dagmar Hildebrand (* 1969), deutsche Politikerin (CDU)
- Dan Hildebrand (* 1962), britischer Schauspieler
- Daniel Hildebrand (* 1977), Schweizer Musiker
- Dietrich von Hildebrand (1889–1977), deutscher Philosoph, Theologe und Autor

### E
- Emil Hildebrand (1848–1919), schwedischer Historiker
- Ernst Hildebrand (Maler) (1833–1924), deutscher Maler
- Ernst Hildebrand (Geistlicher) (1888–1962), deutscher Pastor und Propst
- Ernst Hildebrand (Musiker) (1918–1986), deutscher Musiker und Komponist
- Ernst E. Hildebrand (1946–2012), deutscher Forstwissenschaftler, Bodenkundler und Hochschullehrer
- Ernst Rudolf Hildebrand (1923–2019), österreichischer Architekt

### F
- Franz Hildebrand (1842–1898), dänischer Geiger
- Franziska Hildebrand (* 1987), deutsche Biathletin
- Friedrich Hildebrand (Lehrer) (1645–1688), deutscher Lehrer und Autor
- Friedrich Hildebrand (SS-Mitglied) (1902–1983), deutscher SS-Untersturmführer
- Friedrich Hildebrand von Einsiedel (1750–1828), deutscher Jurist und Schriftsteller
- Friedrich Hermann Gustav Hildebrand (1835–1915), deutscher Botaniker
- Fritz Hildebrand (Chemiker) (1886–nach 1935), deutscher Chemiker und Physiker

### G
- Gerhard Hildebrand (1877–??), deutscher Politiker (SPD)
- Gerold Hildebrand (* 1955), deutscher Bürgerrechtler
- Gert Volker Hildebrand (* 1953), deutscher Automobildesigner
- Günter Hildebrand (1911–1994), deutscher Maler
- Günther Hildebrand (* 1949), deutscher Politiker (FDP)
- Gustav Hildebrand (1925–2017), deutscher Fotojournalist

### H
- Hans Hildebrand (Prähistoriker) (1842–1913), schwedischer Kulturhistoriker
- Hans Hildebrand (Politiker) (1889–1975), deutscher Politiker (FDP)
- Hans Hildebrand (Marinehistoriker) (1919–2011), deutscher Marinehistoriker
- Heinrich Hildebrand (Politiker), deutscher Politiker
- Heinrich Hildebrand (Ingenieur, März 1855) (1855–1925), deutscher Eisenbahningenieur
- Heinrich Hildebrand (Ingenieur, Oktober 1855) (1855–1928), deutscher Motorradingenieur, Unternehmer und Radsportler
- Heinrich Hildebrand (Mediziner) (1866–1940), deutscher Rechtsmediziner und Hochschullehrer
- Hermann Hildebrand (Historiker) (1843–1890), livländischer Herausgeber von Urkunden
- Hermann Hildebrand (Politiker, 1849) (1849–1939), deutscher Politiker, Bürgermeister von Bremen
- Hermann Hildebrand (Politiker, 1919) (1919–1986), deutscher Politiker, MdL Niedersachsen
- Hermann Konstantin Hildebrand (1871–1928), livländischer Psychiater
- Hilde Hildebrand (1897–1976), deutsche Schauspielerin
- Horst Hildebrand (* 1939), deutscher Schauspieler

### I
- Ina Lucia Hildebrand, bekannt als Luci van Org (* 1971), deutsche Moderatorin und Sängerin
- Irene Georgii-Hildebrand (1880–1961), deutsche Bildhauerin
- István Hildebrand, ungarischer Kameramann
- Ivonne Hildebrand (* 1981), deutsche Handballspielerin und -trainerin

### J
- J. R. Hildebrand (John R. Hildebrand jr.; * 1988), US-amerikanischer Automobilrennfahrer
- Jake Hildebrand (* 1993), US-amerikanischer Eishockeytorwart
- Joachim Hildebrand (1623–1691), deutscher Theologe und Hochschullehrer
- Joel Henry Hildebrand (1881–1983), US-amerikanischer Chemiker
- Johann Hildebrand (Musiker) (1614–1684), deutscher Organist und Komponist
- Johann Christian Hildebrand, deutscher Mediziner
- Johann Lucas von Hildebrand (1668–1750), italienisch-österreichischer Architekt und Baumeister
- Johann Ulrich Hildebrand (1696–1756), deutscher Pfarrer und Schriftsteller
- Johann Wilhelm von Hildebrand (1709–1773), Administrator des Temescher Banats
- Johannes Hildebrand (um 1480–1513/1515), deutscher Lehrer und Humanist, siehe Johannes Hiltebrant
- John G. Hildebrand (* 1942), US-amerikanischer Neurobiologe
- Julius Hildebrand (1804–1878), deutscher Theologe
- Jürgen Hildebrand (* 1948), deutscher Handballspieler und -trainer

### K
- Karl Hildebrand (Philologe) (1846–1875), deutscher Philologe
- Karl Hildebrand (Schauspieler) (1851–1925), deutscher Schauspieler
- Karl Hildebrand (Historiker) (1870–1952), schwedischer Historiker und Politiker
- Karl-Gustaf Hildebrand (1893–1964), schwedischer Wirtschaftshistoriker und Kirchenlieddichter
- Katharina Hildebrand († 1573), deutsches Opfer der Hexenverfolgung, siehe Paula von Weitershausen #Hexenprozesse in Ersingen
- Klaus Hildebrand (* 1941), deutscher Historiker
- Klaus Hildebrand (Unternehmer) (1954–2010), deutscher Unternehmer
- Knut Hildebrand (* 1957), deutscher Wirtschaftsinformatiker und Volkswirtschaftler

### L
- Lea Hildebrand (* 1988), deutsche Volleyballspielerin
- Lloyd Hildebrand (1870–1924), britischer Radsportler

### M
- Mani Hildebrand (1945–2019), Schweizer Redaktor
- Margret Hildebrand (1917–1997), deutsche Industriedesignerin
- Martín von Hildebrand (* 1943), US-amerikanischer Ethnologe
- Max Hildebrand (1839–1910), deutscher Mechaniker und Fabrikant
- Michael Hildebrand (1433–1509), deutschbaltischer Geistlicher, Erzbischof von Riga
- Monika Hildebrand (* 1941), deutsche Schauspielerin und Sängerin

### N
- Nadine Hildebrand (* 1987), deutsche Hürdenläuferin

### O
- Otto Hildebrand (1858–1927), deutscher Chirurg
- Otto Heinrich Hildebrand (1866–1940), deutscher Rechtsmediziner, siehe Heinrich Hildebrand (Mediziner)

### P
- Peter Hildebrand (Ingenieur) (1864–1915), deutscher Eisenbahningenieur
- Peter Hildebrand (Politiker) (* 1936), deutscher Politiker (Grüne Partei der DDR), Diplomchemiker und Naturschützer
- Peter Hildebrand (Richter) (* 1954), britischer Richter
- Peter Hildebrand (Biophysiker) (* 1968), deutscher Biophysiker
- Peter E. Hildebrand (* 20. Jahrhundert), US-amerikanischer Landwirtschaftswissenschaftler
- Pia Hildebrand (* 1991), deutsche Handballspielerin
- Philipp Hildebrand (* 1963), Schweizer Ökonom und Politikwissenschaftler
- Philipp Jakob Hildebrand (1733–1783), deutscher Offizier

### R
- Ray Hildebrand (* 1940), US-amerikanischer Sänger, siehe Paul & Paula
- Richard Hildebrand (1840–1918), deutscher Nationalökonom und Hochschullehrer
- Robert Hildebrand (1830–1896), deutscher Jurist und Politiker, MdR
- Rudolf von Hildebrand (1822–1900), deutscher Generalmajor
- Rudolf Hildebrand (Germanist) (1824–1894), deutscher Germanist, Sprachwissenschaftler und Pädagoge
- Rudolf Hildebrand (Architekt) (1886–1947), österreichischer Architekt
- Ruth Hildebrand, schweizerische Skirennläuferin

### S
- Samuel Frederick Hildebrand (1883–1949), US-amerikanischer Zoologe
- Semen Hildebrand (* 1987), deutsch-russischer Eishockeyspieler
- Siegfried Hildebrand (1904–1991), deutscher Feingerätetechniker und Hochschullehrer
- Staffan Hildebrand (* 1946), schwedischer Filmregisseur
- Stefanie Hildebrand (* 1987), deutsche Biathletin

### T
- Theodor Hildebrand (Unternehmer, 1791) (1791–1872), deutscher Schokoladenfabrikant
- Theodor Hildebrand (Schriftsteller) (auch Theodor Hildebrandt; 1794–1859), deutscher Offizier und Schriftsteller
- Theodor Hildebrand (Unternehmer, 1851) (1851–1919), deutscher Schokoladenfabrikant
- Timo Hildebrand (* 1979), deutscher Fußballtorwart

### W
- Walter Hildebrand (Admiral) (1873–1923), deutscher Konteradmiral
- Walter Hildebrand (Architekt) (* 1941), österreichischer Architekt
- Weyler Hildebrand (1890–1944), schwedischer Schauspieler, Regisseur und Drehbuchautor
- Wilhelm Bernhard Hildebrand (1825–1898), deutscher Pfarrer und Autor
- Wolfgang Hildebrand (um 1570–1635), deutscher Jurist